# 蜜桃紅

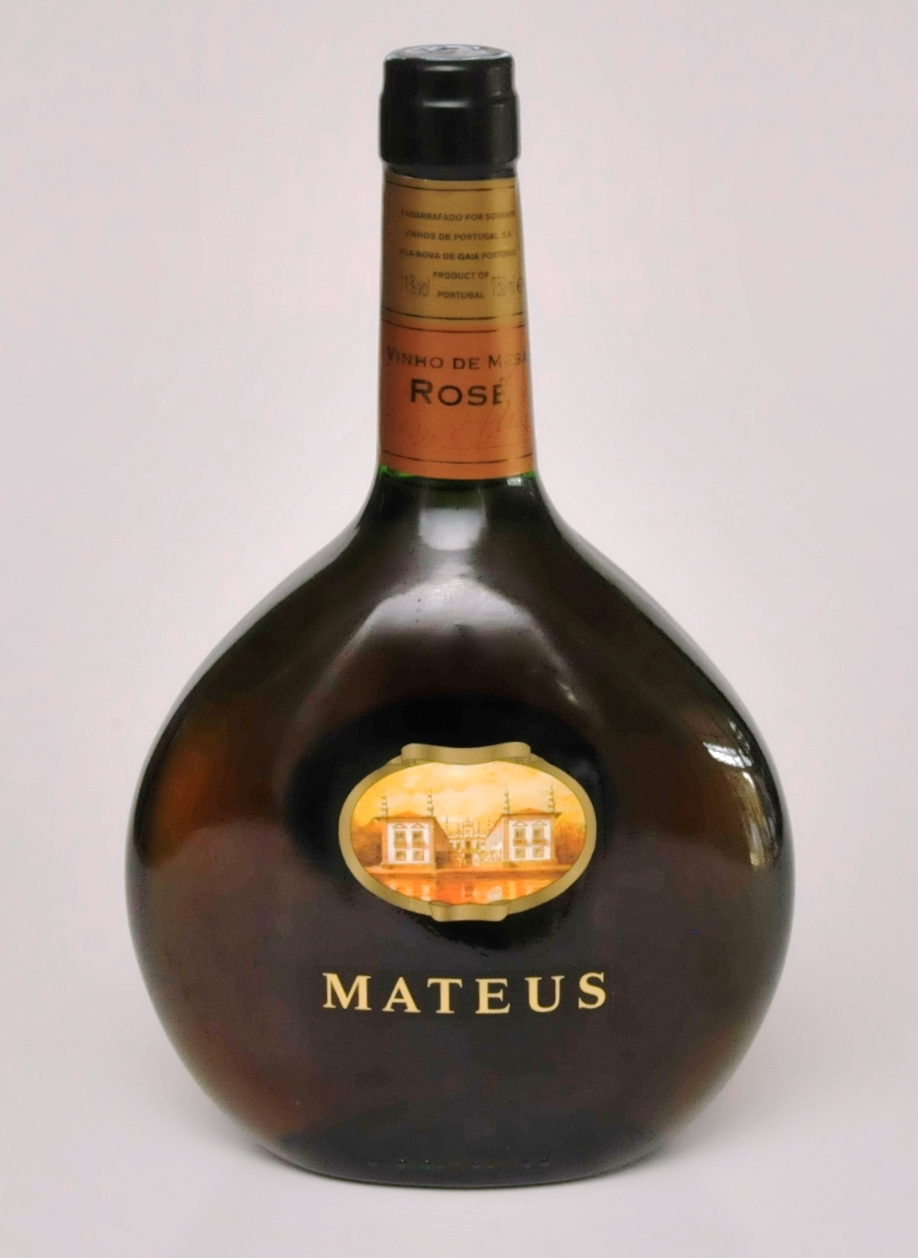
Mateus

蜜桃紅（葡萄牙語: Mateus），又稱馬刁士，是一種由葡萄牙出產的帶泡沫酒。 品牌起始於1942年。到1980年代，蜜桃紅已經佔葡萄牙出口酒市場40%。但是近年，蜜桃紅的銷售已經開始下跌。
蜜桃紅在1970年代，於香港和澳門都很出名。所以，土生土長香港人會把蜜桃紅（Mateus Rose）音譯為「碼頭老鼠」。

## 文獻記載
- Robinson, Jancis (Ed.) The Oxford Companion to Wine. Oxford: Oxford University Press, second edition, 1999.